# AdWords-Agentur
Eine AdWords-Agentur (seit 2018: Ads-Agentur) verwaltet Werbebudgets und betreut Werbekampagnen für Google Ads (vormals AdWords) im Kundenauftrag.

## Überblick
Durch Google Ads (bis 2018: Google AdWords) können Werbetreibende seit Ende des Jahres 2000 mit kleinen Text- und Bildanzeigen zielgruppengenaue Werbung im Internet schalten. Beim Ads-System handelt es sich um ein stark automatisiertes Planungs-, Buchungs- und Werbevermarktungs-System. Seit 2003 haben die ersten Mediaagenturen begonnen, sich auf das Ads-System zu spezialisieren. Der Begriff „AdWords-Agentur“ entstand, als Google im Jahr 2005 mit der Zertifizierung von Mediaagenturen als „Google AdWords Professionals“ begann. Seit der Umbenennung von Google AdWords in Google Ads bezeichnen sich viele ehemalige AdWords-Agenturen nun als Ads-Agenturen.

## Geschichte
2003 gab es im deutschen Werbemarkt nur wenig Know-how im Bereich Suchmaschinenmarketing. Einige Unternehmen begannen in dieser Zeit, sich auf das neue, von Google angebotene Marketingmodell zu spezialisieren, und erzielten durch die geschickte Verzahnung von Klick-Arbitrage und Affiliate-Marketing erhebliche Gewinne. Google unterband ab 2005 die bis dahin gegebene Möglichkeit, Ads für Affiliate-Marketing einzusetzen. Gleichzeitig startete Google ein Zertifizierungsprogramm für Mediaagenturen. Ziel war, die Agenturen als Ads-Vermarktungspartner stärker an Google zu binden.
Bis Ende 2008 erhielten zertifizierte Agenturen Provisionen und Kick-backs von Google, die sich an der Höhe der Ads-Werbeausgaben der Agenturkunden orientierten. Auf diese Weise konnte eine Ads-Agentur bis zu 7,5 % der Werbebudgets ihrer Kunden als Provision von Google erhalten. Ab Anfang 2009 begannen viele Ads-Agenturen, entweder über Umsatz- oder über Gewinnbeteiligung ein erfolgsbasiertes Ads-Marketing anzubieten.
2010 beendete Google das seit 2005 durchgeführte Agentur-Zertifizierungsprogramm „Google AdWords Professionals“. Das im Mai 2010 neu eingerichtete Zertifizierungsprogramm „Google AdWords Certification“ beinhaltet umfassendere und strategisch ausgerichtete Weiterbildungs- und Zertifizierungsmöglichkeiten für Agenturen, und vor allem einen größeren praktisch ausgelegten Testteil.
2013 wurde das Google Zertifizierungsprogramm durch ein neues System für Agenturen und Experten im Bereich Online-Marketing ersetzt: Google Partner.
2018 wurde das bisher als Google AdWords bezeichnete Werbemittel in Google Ads umbenannt. Dies hatte auch Einfluss auf AdWords-Agenturen, die sich seitdem vermehrt als Ads-Agenturen bezeichnen.

## Werbemöglichkeiten mit Google Ads
Im Jahr 2000 startete der Internetkonzern Google sein Produkt AdWords (heute: Ads) zunächst als Testversion mit 500 ausgewählten Websitebetreibern und lediglich in englischer Sprache. 2004 war Google Ads auch in Deutsch, Spanisch, Französisch und Chinesisch verfügbar. In den darauffolgenden Jahren wurden Nutzungsmodalitäten geändert. Bedeutsame Schritte waren unter anderem 2003 die Einführung der API Nutzungsgebühren, 2012 die Integration der Videoplattform YouTube in das Werbenetzwerk und 2013 die Einführung der Product Listing Ads.
Google selbst unterscheidet zwischen Suchnetzwerk (u. a. Google-Suche und Google Maps) und Displaynetzwerk (YouTube oder Gmail). In den Werbenetzen sind die Abrechnungsmodelle CPC (Cost-per-Click) und CPA (Cost-per-Acquisition) verfügbar. Zusätzlich wird im Displaynetzwerk mit dem CPM-Modell abgerechnet (Cost-per-1000-Impressions).

### Mobile, Tablet und Desktop
Im Ads Konto ist die Kampagnenausrichtung auf unterschiedliche Gerätetypen ein Bereich, der im Extra-Tab „Geräte“ bearbeitet werden kann. Eine Kampagne kann dabei auf Desktop, Tablets und Mobilgeräte ausgerichtet sein. Ads User haben die Möglichkeit, das Gebot von -90 % bis +900 % festzulegen (-100 % bedeutet, dass die Anzeige auf dem jeweiligen Gerätetyp nicht ausgespielt wird). Die gerätespezifischen Gebotsanpassungen können für die Google-Suche, das Displaynetzwerk, Google Shopping und YouTube auf sowohl Kampagnen- als auch Anzeigengruppenebene angewandt werden.

### Google-Suche und Partner im Suchnetzwerk
Eine Ads Suchkampagne wird bei Freischaltung automatisch in den Suchergebnissen von Google und auf Partnerseiten angezeigt. Partner im Google Suchnetzwerk können eigene Dienste wie Google Maps oder Google Bilder aber auch andere Websites sein. Die Suche in Partner-Suchnetzwerken basiert ebenfalls auf den vordefinierten Keywords, sodass die Textanzeige dementsprechend nur bei relevanten Anfragen ausgespielt wird.
Websitebetreiber können – falls eine deutlich schlechtere Performance in den Partnerseiten festgestellt wurde – in den Kampagneneinstellungen im Ads Konto die Werbenetzwerke anpassen und ggf. den Haken bei „Suchnetzwerk-Partner einbeziehen“ entfernen. Stellt der Websitebetreiber allerdings fest, dass die Performance in der Google-Suche schlechter als in den Partnerseiten ist, kann er die Google-Suche selbst nicht ausschließen. Hier muss über den CPC optimiert werden.

### Google Displaynetzwerk (GDN)
Das Displaynetzwerk ist eines von vielen Google Netzwerken, das am AdSense Programm teilnimmt und Werbeflächen bietet, die über Ads versteigert werden. Mit Werbeanzeigen im Displaynetzwerk können Unternehmen beim User ein Bewusstsein schaffen (awareness), die Reichweite erhöhen (reach) und aktive Markenbildung betreiben (branding).
Im Gegensatz zum Suchnetzwerk bietet das Google Displaynetzwerk neben der herkömmlichen Textanzeige mehr Anzeigenformate wie Rich Media-, Image-, Flash-Anzeigen und Videos. Außerdem können Websitebetreiber die Größe für die Formate auswählen. Die genauen Richtlinien für die Anzeigen können im Ads-Richtlinien-Center nachgeschaut werden.
Die Preisgestaltung im Display Werbenetzwerk unterteilt sich in zwei unterschiedliche Abrechnungsmodelle. Zum einen das CPC-Modell, bei dem ein maximaler Klickpreis festgelegt und nur bei einem tatsächlichen Klick auf die Anzeige gezahlt wird. Zum anderen das CPM-Modell, bei dem ein maximales Werbebudget festgelegt wird und nur die Impressionen gezählt werden. Die Klicks spielen bei diesem Modell keine Rolle.
Zusätzlich können Websitebetreiber im Google Displaynetzwerk individuelle Ausrichtungsoptionen festlegen:
1. Placement Targeting: Hier werden direkt einzelne Placements ausgewählt, auf denen die Displayanzeige geschaltet werden soll. Zur Hilfestellung können Nutzer den DoubleClick AdPlanner oder das Placement-Tool im Ads Konto nutzen.
2. Kontextuelles Targeting: Bei dieser Option wird nochmals zwischen dem keywordbezogenen und themenbezogenen Targeting unterschieden. Letztlich gibt der Betreiber Google nur ein spezifisches Thema für die Anzeigenschaltung vor.
3. Interessenbezogenes Targeting: Über Interessenkategorien und Retargeting können Webseitenbetreiber basierend auf dem bisherigen Surfverhalten des Users gezielte Botschaften ausspielen.

### Google Shopping
Mit Google Shopping Kampagnen können Online-Händler ihre Produkte bewerben. Um eine Kampagne starten zu können, werden sowohl ein Ads Konto als auch ein Merchant Center Konto vorausgesetzt.
Im Merchant Center Konto können alle produktspezifischen Informationen wie Preis, Verfügbarkeit, Produktbeschreibung etc. über einen Datenfeed gesteuert werden. Dieser Datenfeed muss vorher erstellt und an die individuellen Bedürfnisse angepasst werden. Dazu stellt Google unterschiedliche Eingabemethoden zur Verfügung, wie zum Beispiel den geplanten Abruf oder Google Tabellen.
Google selbst empfiehlt für Shops mit größerem Sortiment den geplanten Abruf von Produktdaten zu nutzen, da wichtige Informationen schnell automatisch angepasst werden. Google Tabellen, die jederzeit über Google Drive oder über das Merchant Center direkt bearbeitet werden können, empfehlen sich für Shops mit kleinem Sortiment. Für die Freischaltung der Google Shopping Kampagne sind unter anderem folgende Attribute im Datenfeed hinzuzufügen:
1. Artikel-ID (einmalig)
2. Title (Produktbezeichnung)
3. Beschreibung (max. 5.500 Zeichen)
4. Produkt URL
5. Zustand (neu, erneuert, gebraucht)
6. Preis
7. Verfügbarkeit (vorbestellt, auf Lager, nicht auf Lager)
8. Bildlink
9. GTIN (13-stellige Zahl unter dem Strichcode)
10. MPN (keine Pflichtangabe)
11. Marke
12. Google Produktkategorie
13. Produkttyp (optionale Eingabe)

Im Ads Konto können sowohl die Ausrichtung der Shopping Kampagnen festgelegt werden und als auch grundlegende Einstellungen vorgenommen werden. Bevor das Merchant Center und das Ads Konto miteinander verknüpft werden können, müssen vorab die Abrechnungseinstellungen angepasst werden. Anschließend kann der Nutzer einen Kampagnennamen und das Absatzland auswählen. Google wählt bei der Gebotsstrategie standardmäßig die automatische Gebotsstrategie. Der Nutzer kann jedoch immer ein individuelles CPC-Gebot einstellen, um das Tagesbudget zu kontrollieren.

### YouTube
Über Ads für Video können YouTube-Videos beworben werden. Voraussetzung dafür ist, dass das Video „nicht gelistet“ ist und der Account mit dem Ads-Konto verknüpft ist. „Private“ Videos können nicht über Ads ausgespielt werden. Websitebetreiber können grenzenlose YouTube-Accounts mit dem Ads-Account verknüpfen. Außerdem stellt Ads hierbei Leistungsstatistiken zur Verfügung.
Unterschiedliche Werbeanzeigenformate:
- TrueView In-Stream Anzeigen laufen am Anfang, am Ende oder in der Mitte eines YouTube-Videos. Sie starten automatisch und können in YouTube-Videos, auf Video-Publisher-Websites im Displaynetzwerk, in Apps und in Spielen geschaltet werden. Ein Werbetreibender muss erst dann für die Videoanzeige bezahlen, wenn ein Nutzer das Video mindestens 30 Sekunden angesehen hat. Das Abrechnungsmodell ist CPV (Cost per View).
- Video Discovery (früher: In-Display) Anzeigen werden entweder über den YouTube Suchergebnissen, neben einem themenverwandten Video, als Overlay oder auf Partnerseiten geschaltet. Die Anzeige selbst besteht aus einem Text (inkl. Überschrift & Beschreibung) und einem kleinen Bild. Video Discovery Anzeigen können lediglich auf den eigenen YouTube-Kanal oder die Wiedergabeliste verlinken, aber nicht auf die eigene Homepage.
- Mit einer YouTube-GDN-Kampagne haben Webseitenbetreiber die Möglichkeit, Banner auf YouTube zu schalten, um User auf die eigene Website zu leiten oder das Video zusätzlich zu bewerben. Das Werbebanner muss das Format 300 × 250 einhalten und die Placement-Ausrichtung muss auf „youtube.com“ eingestellt sein.
- Bumper-Anzeigen sind kurze Videos und werden vor, während oder nach anderen Videos auf YouTube, auf Partnerwebsites oder in Apps im Displaynetzwerk geschaltet. Der User hat keine Möglichkeit, das Video zu überspringen. Abgerechnet wird nach dem CPM-Modell (Cost-per-1000-Impressions).
- Masthead-Anzeigen befinden sich am oberen Bereich der Startseite von YouTube und werden auf Desktop, Mobile und Tablet 24 Stunden ausgespielt. YouTube Mastheads können aus Rich-Media-Elementen, einem Video oder Live-Streaming-Bestandteilen bestehen und stellen die teuerste Werbeformatvariante mit einem fixen Tagesbudget auf YouTube dar.

### Google MyBusiness
Auch in Google MyBusiness werden seit Mai 2019 Google Ads geschaltet.

### App-Kampagnen
Seit Oktober 2017 gibt es in der App-Promotion via Google Ads nur noch den Kampagnentyp „Universal App Kampagne“ (UAC). Vor dieser Umstellung gab es im Ads-Konto die Möglichkeit, eine App über reguläre Such- und Displaykampagnen zu bewerben. Der Unterschied zwischen diesen beiden Möglichkeiten ist, dass UAC ausschließlich mit Ziel-CPA Einstellungen laufen können. Vorher konnte auch über das CPC-Modell geboten werden. Die Kampagnenausrichtung, Anzeigenrotation und Gebotseinstellung werden von Google automatisiert organisiert. Grundeinstellungen wie Sprache oder Region sind nach wie vor vom Nutzer selbst festzulegen. Unter dem Menüpunkt „Kampagnen“ in Google Ads können universelle App-Kampagnen erstellt werden.

## Google-Partner
Seit Oktober 2013 können Unternehmen und Einzelpersonen am Google-Partner-Programm teilnehmen und sich als „Google Partner“ zertifizieren lassen. Ein zertifizierter Google-Partner ist ein Ads-Experte.

### Anforderungen
Der Google-Partner-Status ist ein anerkannter Nachweis für das erlangte Know-how in der Erstellung, Leitung, Optimierung und Analyse von Google-Ads-Kampagnen. Dafür sind diverse Anforderungen nachzuweisen:
Einzelpersonen:
1. Bestandene Ads-Grundlagenprüfung plus mindestens eine Prüfung für Fortgeschrittene.
2. Zustimmung der Nutzungsbedingungen.

Unternehmen:
1. Kampagnenverwaltung im Wert von mind. 10.000 $ innerhalb 90 Tage.
2. Mindestens ein Mitarbeiter kann eine individuelle Ads-Qualifikation nachweisen.
3. Zustimmung der Nutzungsbedingungen.
4. Erstellung eines Partner-Unternehmensprofils.
5. Ein stabiler Ads-Gesamtumsatz kann nachgewiesen werden.
6. Nachweis eines wachsenden Kundenstamms.

### Ads Experte
Im Rahmen der Game-On-Challenge für zertifizierte Partner-Agenturen fand seitens Google 2016 und 2017 ein temporäres Sonderevent statt. Dabei sollten Anwärter es schaffen, innerhalb des ersten Jahresquartals alle sechs Ads-Prüfungen abzulegen.
Ads-Prüfungen:
1. Ads-Grundlagen: Fragen zu den allgemeinen Grundlagen der Werbenetzwerke von Google, zur Kampagnenverwaltung in Ads, Auswertung sowie Optimierung von Ads Kampagnen.
2. Suchmaschinenwerbung: Fragen zu grundlegenden und erweiterten Konzepten zur Erstellung, Verwaltung, Analyse und Optimierung von Suchnetzwerk Kampagnen.
3. Displaynetzwerkwerbung: Fragen zu erweiterten Konzepten zur Erstellung, Verwaltung, Analyse und Optimierung von Kampagnen im Displaynetzwerk.
4. Mobile Werbung: Fragen zu grundlegenden und erweiterten Konzepten in der mobilen Werbung, u. a. Gebotseinstellung, Anzeigenformate, Ausrichtung/Analyse/Optimierung von Mobile Ads Kampagnen.
5. Videowerbung: Fragen zu grundlegenden und erweiterten Konzepten zur Erstellung, Verwaltung, Analyse und Optimierung von Kampagnen auf YouTube.
6. Google Shopping: Fragen zu grundlegenden und erweiterten Konzepten zur Erstellung von Merchant Center-Konten, Produktdatenfeeds und Shopping Kampagnen.

Insgesamt mussten die Prüflinge 505 Fragen innerhalb von 10,5 Stunden beantworten. Für die Prüfung konnten sich angehende Ads Experten mit den Arbeitsmaterialien im Google Portal vertraut machen. Die Zertifizierung selbst fand entweder im Rahmen eines drei-tägigen Ads-Experten-Zertifizierungs-Bootcamps oder im Google Partner Portal online zu Hause statt. Nach dem erfolgreichen Bestehen erhielten die Prüflinge ein gerahmtes personalisiertes Zertifikat mit dem Titel „Ads Experte“.

## Tätigkeiten einer AdWords-Agentur
Eine Ads-Agentur bietet Dienstleistungen im Bereich Erstellung, Betreuung und Optimierung von Google Ads Kampagnen an.

### Kontoeinrichtung
Bevor eine Ads Kampagne gestartet werden kann, wird ein Ads-Konto benötigt. Hierfür sind eine E-Mail-Adresse und idealerweise eine Website vonnöten. Unternehmen ohne Website können mit Ads Express werben.

### Kontobetreuung
In den Rahmen der Kontobetreuung durch eine Ads-Agentur fallen folgende Aufgabenfelder:
- Keywordrecherche: Welche Keywords sind hinsichtlich Suchvolumen, Wettbewerb und Konversion relevant?
- Match Types: Ads bietet Nutzern unterschiedliche Möglichkeiten – sog. Match Types – um Suchbegriffe einzubuchen. Eine Ads-Agentur bucht die verschiedenen Keyword Optionen (Broad Match, Modified Broad Match, Phrase Match, Exact Match und Negative Match) ein und definiert themenbezogene Keywords.
- Erstellung neuer Kampagnen, Anzeigengruppen, Anzeigen: Darunter fällt auch die regelmäßige Anpassung von Anzeigenerweiterungen. Das sind Zusatzinformationen wie Sitelinks, Standort und Rezensionen.
- Strukturierung der Kampagnen: Eine Ads-Agentur setzt die Anzeigengruppenstruktur auf.
- Budgetsteuerung: Welche Keywords und Anzeigengruppen laufen performant?
- Überprüfung der Website-Qualität: Neben der Betreuung des Ads-Kontos erstellt und optimiert eine Ads-Agentur themenbezogene Landingpages.
- Formulierung von Anzeigentexten: Eine Ads-Agentur erstellt Anzeigentexte mit Keywords und Call to Action Elementen
- Erstellung von Display-Kampagnen: Dazu gehört die Einrichtung des Frequency Cappings und die Wahl einer Schaltungsmethode.
- Auswertung der Attributionsmodelle
- Bewertung der Anzeigen-Performance bezüglich CTR
- Verbesserung der CTR durch optimierte Anzeigentexte
- Überprüfung, Verwaltung und Optimierung des Google Shopping Feeds
- Erstellung und Besprechung von Reportings

Als Honorar gibt es verschiedene Modelle wie ein monatliches Fixum, einen anteiligen Betrag der Werbeausgaben, eine Umsatzbeteiligung, eine Gewinnbeteiligung oder Kombinationen der verschiedenen Modelle.